# Eilema lurideola
Espèce
Eilema lurideola, la Lithosie complanule ou Lithosie plombée, est une espèce paléarctique de lépidoptères (papillons) de la famille des Erebidae et de la sous-famille des Arctiinae.

## Morphologie
L'imago d'Eilema lurideola est un papillon d'une envergure de 31 à 38 mm. Les ailes antérieures sont grises avec une bande costale jaune chamois. Les ailes postérieures sont de couleur crème uniforme. Comme d'autres papillons de son genre, au repos, il replie ses ailes autour de son corps. 
La chenille est grise et velue, avec des lignes noires sur le dos et une ligne orange de chaque côté, sa tête est noir brillant. 

## Distribution
Cette espèce est présente en Europe, en Asie Mineure, et plus à l'est dans plusieurs régions de l'Asie.

## Biologie
L'espèce est univoltine et hiverne à l'état larvaire.
Le papillon vole la nuit en juillet et août. Il est attiré par la lumière et les fleurs riches en nectar (clématites, cirses, etc.)
La chenille se nourrit habituellement de lichens comme ceux du genre Parmelia, poussant sur les troncs et branches des arbres, les rochers, les clôtures, mais on l'a également trouvée sur les nerpruns et les chênes.

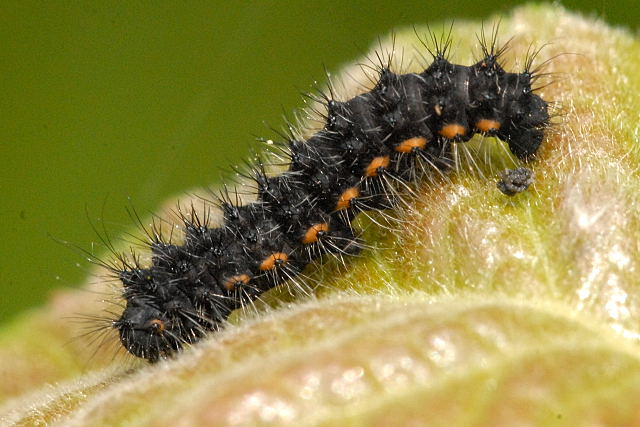
Chenille.
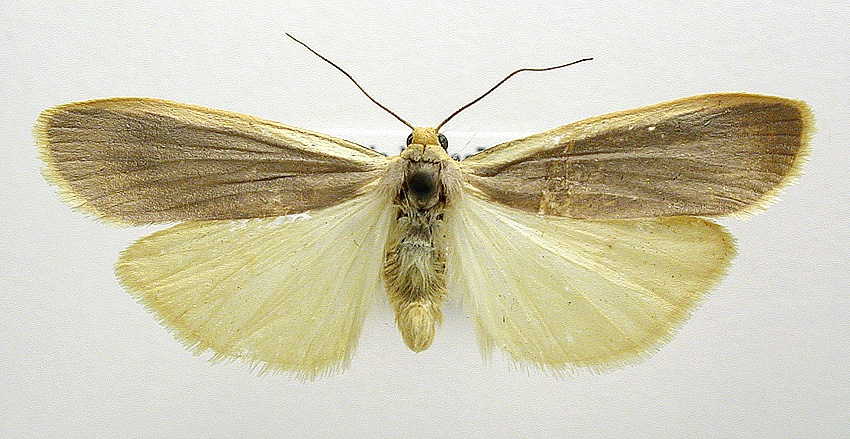
Spécimen étalé.